# Bon Jovi
Bon Jovi és un grup de rock americà, format a Sayreville (Nova Jersey), el 1983, per Jon Bon Jovi (el seu nom real és John Francis Bongiovi). Amb Richie Sambora a la guitarra, David Bryan als teclats, Tico Torres (Héctor Torres) com a bateria i Alec John Such com a baixista (substituït no oficialment el 1995 per Hugh McDonald). Aquest grup va assolir gran èxit, acceptació i fama mundial durant les dècades dels 80 i dels 90. Bon Jovi va pujar a la fama el 1986 gràcies al seu reeixit àlbum Slippery When Wet, disc que va arribar a ser el més venut de l'any 1987 als Estats Units. En destaca el seu èxit amb Livin' On a Prayer, que ha estat designada la millor cançó dels anys 80 per la cadena nord-americana VH1.
El setembre del 2019, dona suport obertament a Campanya presidencial de Cory Booker de 2020.

## Història

### Formació i primers treballs (1983-1985)
Jon Bon Jovi, futur fundador del grup, havia estat tocant en diversos grups amateurs en els quals havia destacat, però al no trobar-se a gust en cap va decidir seguir temporalment pel seu compte.
L'any 1983 Chip Hobart, director de l'emissora WAPP FM, va treure un disc on es recopilava una cançó de cada artista nou i Jon va aprofitar per portar el seu single "Runaway" (cançó que ell va escriure el 1980 i que va gravar aquell any quan l'estudi estava buit) i va ser la cançó que va destacar més de l'àlbum. Degut a la gran acollida, li van demanar de fer un concert, però necessitava un grup propi, llavors Polygram, que s'havien fixat en Jon, li fan un gran contracte donant-li la llibertat de contractar els músics que ell volgués. Jon va reclutar David Bryan, que el coneixia des de l'institut i ja havia tocat amb ell anteriorment, el baixista Alec John Such, membre de The Message, el qual va avisar a Tico Torres perquè s'instal·lés a la bateria. Més tard es va unir Richie Sambora, que acabava de fer una prova per entrar al grup Kiss, però va ser rebutjat per no complir el perfil. Richie va veure tocar el grup de Jon Bon Jovi i posteriorment es va presentar al càsting per ser el nou guitarrista; quan Jon va veure a Richie entrar per la porta va dir «Qui deu ser aquest imbècil?», però després de tocar durant uns minuts, va convèncer Jon i es va convertir en el nou guitarrista.

## Discografia

### Àlbums de la banda completa
| Primera etapa (1984-1988)                |      |                                               |
| Bon Jovi                                 | 1984 | Àlbum d'estudi                                |
| 7800º Fahrenheit                         | 1985 | Àlbum d'estudi                                |
| Slippery When Wet                        | 1986 | Àlbum d'estudi                                |
| New Jersey                               | 1988 | Àlbum d'estudi                                |
| Segona etapa (1992-1995)                 |      |                                               |
| Keep The Faith                           | 1992 | Àlbum d'estudi                                |
| Crossroad                                | 1994 | Recopilatori de "grans èxits"                 |
| These Days                               | 1995 | Àlbum d'estudi                                |
| Tercera etapa (2000-actualitat)          |      |                                               |
| Crush                                    | 2000 | Àlbum d'estudi                                |
| One Wild Night Live 1985-2001            | 2001 | Recopilatori en viu                           |
| Bounce                                   | 2002 | Àlbum d'estudi                                |
| This Left Feels Right                    | 2003 | Recopilatori de cançons versionades.          |
| 100,000,000 Bon Jovi Fans Can't Be Wrong | 2004 | Box Set amb 50 cançons inèdites               |
| Have A Nice Day                          | 2005 | Àlbum d'estudi                                |
| Lost Highway                             | 2007 | Àlbum d'estudi                                |
| The Circle                               | 2009 | Àlbum d'estudi                                |
| Greatest Hits II                         | 2010 | Recopilatori de "grans èxits II"              |
| What About Now                           | 2013 | Àlbum d'estudi                                |
| Burning Bridges                          | 2015 | Títols inacabats i no gravats fins ara + nous |
| This House Is Not For Sale               | 2016 | Àlbum d'estudi                                |
| 2020                                     | 2020 | Àlbum d'estudi                                |
| Forever                                  | 2024 | Àlbum d'estudi                                |

## Tours
- Bon Jovi Tour (1984)
- 7800º Fahrenheit (1985)
- Slippery When Wet Tour (1986-1987)
- New Jersey Syndicate Tour (1988-1990)
- Stranger in this Town Tour (tour en solitari de Richie Sambora amb David Bryan i Tico Torres)
- Keep the Faith Tour (1992-1994)
- Crossroad Tour
- These Days Tour (1995-1996)
- Destination Anywhere (tour en solitari de Jon Bon Jovi)
- Undiscovered Soul (tour en solitari de Richie Sambora)
- Crush Tour (2000)
- One Wild Night Tour (2001)
- Bounce Tour (2002-2003)
- Have a Nice Day Tour (2005-2006)
- Lost Highway Tour (2007-2008)
- The Circle World Tour (2010-2011)
- Because We Can – The Tour 2013)

## Videografia
- Breakout: Videos Singles (VHS) 1986
- Slippery When Wet: The Videos (VHS i DVD) 1987
- New Jersey: The Videos (VHS) 1989
- Moscow Peace Festival (VHS i DVD) 1989
- Access All Areas (VHS) 1990 (documental de la gira del New Jersey)
- An Evening with: Bon Jovi (VHS) 1993
- Keep the Faith: The Videos (VHS) 1994
- Crossroad: The Videos (VHS & DVD) 1994
- Live From London (VHS & DVD) 1995
- The Crush Tour (VHS & DVD) 2000
- Bounce Tour: Limited Edition (DVD) 2003
- This Left Feels Right CD Bonus (DVD) 2003
- This Left Feels Right Live (DVD) 2004
- 100’000,000 Bon Jovi Fans Can't Be Wrong (DVD) 2004 (5è disc del Box Set)
- Have a Nice Day CD Bonus (DVD) 2005
- Lost Highway: The concert (DVD) 2007
- When We Were Beautiful (DVD) 2009 (documental biogràfic)
- Live at Madison Square Garden (DVD & Blue Ray) 2009

## Guardons
Nominacions
- 2001: Grammy al millor àlbum de rock per Crush
- 2008: Grammy al millor àlbum de pop vocal per Lost Highway